# Калинников, Евгений Сергеевич
Евгений Сергеевич Калинников (1922 — 198?) — советский учёный, инженер-металлург, лауреат Ленинской премии.
Окончил Московский институт стали (годы учёбы 1943—1947) и аспирантуру (1952—1955).
В 1941-1943 работал трактористом и разнорабочим. В 1947—1952 инженер на Челябинском металлургическом заводе.
В 1955—1959 младший научный сотрудник Института металлургии АН СССР. С 1959 года старший научный сотрудник ЦНИИ чёрной металлургии.
Кандидат (1955), доктор (1968) технических наук, профессор.
Книги
- Чёрная металлургия: реальность и тенденции [Текст] / Е. С. Калинников, д-р техн. наук, проф., лауреат Ленинской премии. — Москва : Знание, 1975. — 64 с.; 20 см. — (Новое в жизни, науке, технике. Серия «Техника» 2)
- Хладостойкая низколегированная сталь [Текст] : (Выплавка и свойства) / Е. С. Калинников. — М. : Металлургия. 1976. — 288 с. : ил.

## Награды
Ленинская премия 1966 года — за разработку и внедрение технологии производства высококачественной стали различного назначения с обработкой в ковше жидкими синтетическими шлаками.